# Ting Ling
Ting Ling (čínsky pchin-jinem Dīng Líng, znaky 丁玲; 12. října 1904, An-fu – 4. března 1986 Peking), rodným jménem Ťiang Ping-č’ (čínsky pchin-jinem Jiǎng Bīngzhī, znaky zjednodušené 蒋冰之, tradiční 蔣冰之) byla jednou z nejslavnějších čínských spisovatelek 20. století. Zpočátku psala povídky o mladých čínských ženách, které se vymykaly tradičnímu stylu života. Po roce 1930 se stala významnou představitelkou levicově orientované literatury.

## Život
Chodila do školy, založenou její matkou po smrti manžela. Její nezávislost a netradiční pohled na svět velmi ovlivnil i dceru Ping-č’, která nakonec v roce 1922 odešla za literárním životem a studiem do Šanghaje, Nankingu a Pekingu. V této době se blíže zajímala o anarchismus.
V Pekingu se později zamilovala do levicového básníka Chu Jie-pchina. Společně se přestěhovali do Západních hor, které se nacházejí kousek od města.

## Tvorba
Zpočátku psala částečně autobiografické příběhy o mladé hrdince, která byla odvážná, nezávislá a vášnivá ohledně všeho, co dělá, zároveň však hledala smysl života. Příběhy byly velmi oblíbené, avšak kariéra jejího manžela stagnovala. Proto se v roce 1928 odstěhovali do Šanghaje, aby začali vydávat časopis, který měl být primárně využit na publikování díla Chu Jie-pchin. Tento záměr však zkrachoval, proto Chu obrátil svoji pozornost k politice.
Ting Ling se stále věnovala svému psaní, vydala tři sbírky povídek a jednu novelu.
Její manžel se mezitím stal členem Komunistické strany Číny. Později byl roku 1931 úřady kuomintangského režimu zatčen a popraven. V této době se náměty děl Ting Ling posunuly více k problémům dělníků a pracující třídy. Stala se hlavní představitelkou levicově orientovaných spisovatelů a v roce 1932 vstoupila do komunistické strany. 
Její přechod k levicově orientované literatuře a námětům nakonec vedl k plodnému období. Její dílo Šuej (1931; Záplavy) bylo označeno za ukázkový příklad socialistického realismu v Číně. Avšak stejně jako její manžel byla (roku 1933) zatčena kuomintangskými úřady. Ve vězení zůstala do roku 1936, kdy převlečená za vojáka utekla.
Nutné je však říci, že i když inklinovala ke komunistické ideologii, nebyla k ní nekritická. Některé její povídky byly cenzurovány, protože se vyjadřovala až moc kriticky. (Caj i-jüan čung – V nemocnici; Jie – Noc).
Její román Tchaj-jen čao caj Sang-kan-che šang (1948, Slunce nad řekou Sang-kan) získal velkou oblibu, roku 1951 za něj obdržela Stalinovu cenu 2. stupně. I přes tento úspěch byla často obviňována z přehnané kritiky režimu, především v oblasti ženských práv. Nakonec byla v roce 1957 ze strany vyloučena. Během Čínské kulturní revoluce byla zatčena a na 5 let uvězněna. Čtyři roky po propuštění, roku 1979, jí bylo dovoleno se do strany vrátit.
Její poslední práce byly sbírky esejí, povídek, ale i romány. V anličtině byla část její práce vydána pod názvem Miss Sophie‘S diary and Other Stories(1985) a Myself Am a Woman(1989).